# Минчо Пейчев
Минчо Цанев Пейчев е български политик от БЗНС и лекар.

## Биография
Роден е не на 1 юли 1936 г. в Стара Загора. Средно образование завършва в Стара Загора. През 1960 година завършва Висшия медицински институт в град София и става член на БЗНС. От 1961 до 1963 е участъков лекар в Силистра. В периода 1963 – 1967 е завеждаш кабинет в Медико-физкултурен диспансер и старши медицински инспектор в отдел „Народно здраве“ в Окръжния народен съвет в Стара Загора. Между 1974 и 1978 е секретар и заместник-председател на ОК на БЗНС, член на управителния съвет на БЗНС (1981 – 1986), заместник-председател на Националния съвет на Отечественият фронт (1987 – 1990), министър на народното здраве и социалните грижи 19 декември 1988 – 8 февруари 1990 . През 1996 година се пенсионира.